# Ritjärnen, Gästrikland
Ritjärnen är en sjö i Ockelbo kommun i Gästrikland och ingår i Gavleåns huvudavrinningsområde.